# Goro (Gebäck)

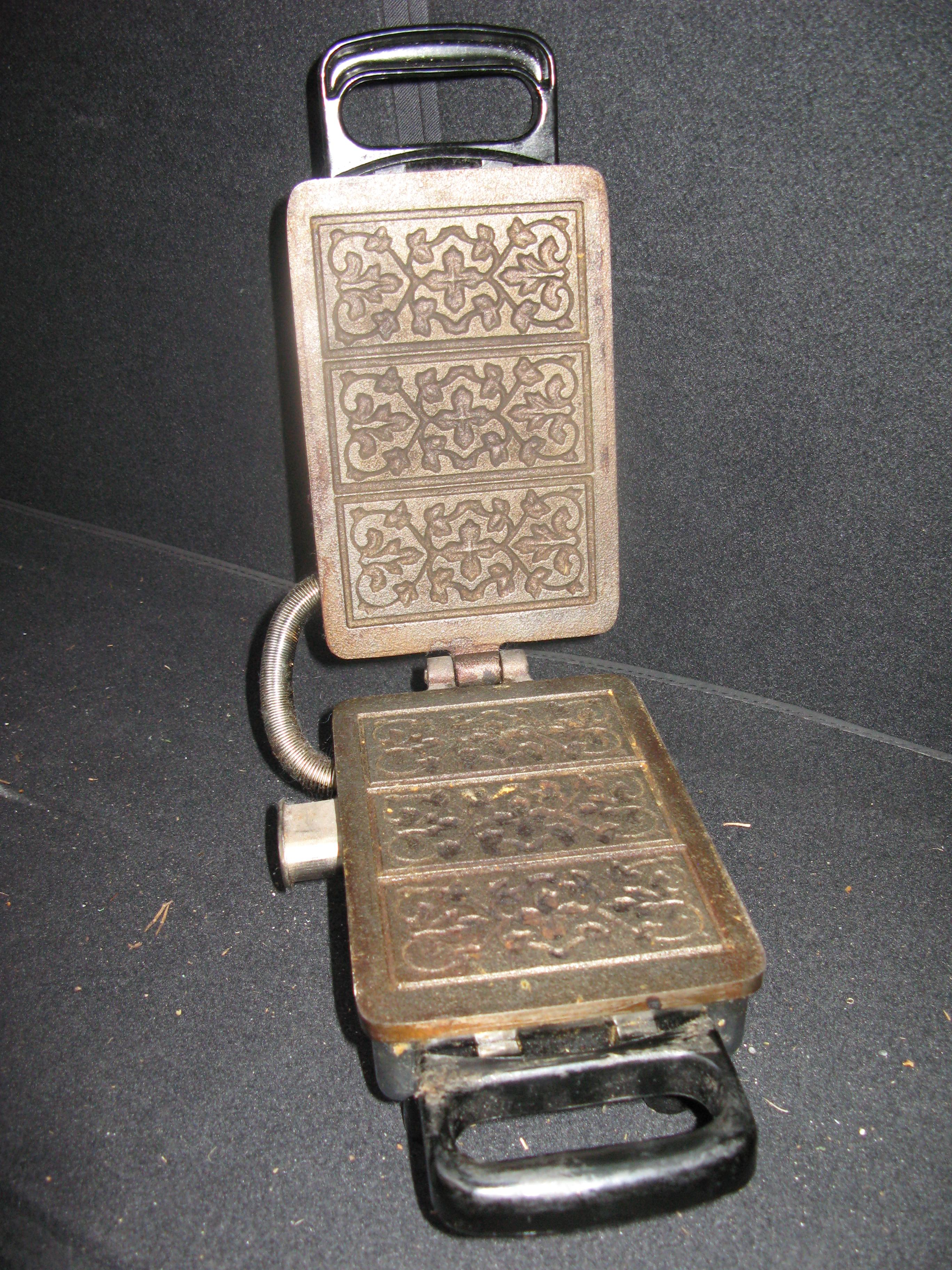
Goroeisen

Goro [guru] (norwegischer Name), schwedisch: gorå, dänisch: gode råd, auch gudråd, ist ein skandinavisches Gebäck zur Weihnachtszeit (Julfest). Es wird mit einem speziellen Waffeleisen, dem Goroeisen zubereitet. Der Teig besteht aus Eiern, Zucker, Sahne, Butter und Mehl, es wird des Weiteren oft Zitronenschale und Kardamom hinzugegeben. Das Gebäck ist dabei viereckig und flach, auf der Oberfläche befindet sich durch das spezielle Waffeleisen ein Muster. Der Name Goro ist eine Verkürzung des ursprünglichen Namens „gode raad“.
Goro gehört zur Kategorie des in Waffeleisen gebackenen Weihnachtsgebäcks. Dieses ist die bereits am längsten in Norwegen vorhandene Weihnachtsgebäckart, da die Eisen schon vor den Backöfen in den Haushalten verbreitet waren. Goro ist Teil der sogenannten „sju slagene“, also den sieben Gebäcksorten, die an Weihnachten traditionell serviert werden.

## Regionales Gebäck in Nordschleswig
Gode råd ('Gute Ratschläge') sind als süderjütländisches Kleingebäck bekannt, die Teil der südjütländischen Kaffeetafel sind, einer legendären Veranstaltung mit rund 21 verschiedenen Kuchen, die in den örtlichen Gemeindezentren (Versammlungshäusern) serviert wurden. Das nordschleswigsche Goroeisen ist oft rund.